# 曼海姆大学
曼海姆大学（Universität Mannheim）是位于德国巴登符腾堡州曼海姆市的一所较年轻的大学，有「德國哈佛大學」之稱。 学校坐落于曼海姆宮，历史可以追溯到1763年建立的普法尔茨经济学院和1907年創辦的曼海姆市经贸学院，在1967年正式發展為大學。

## 历史

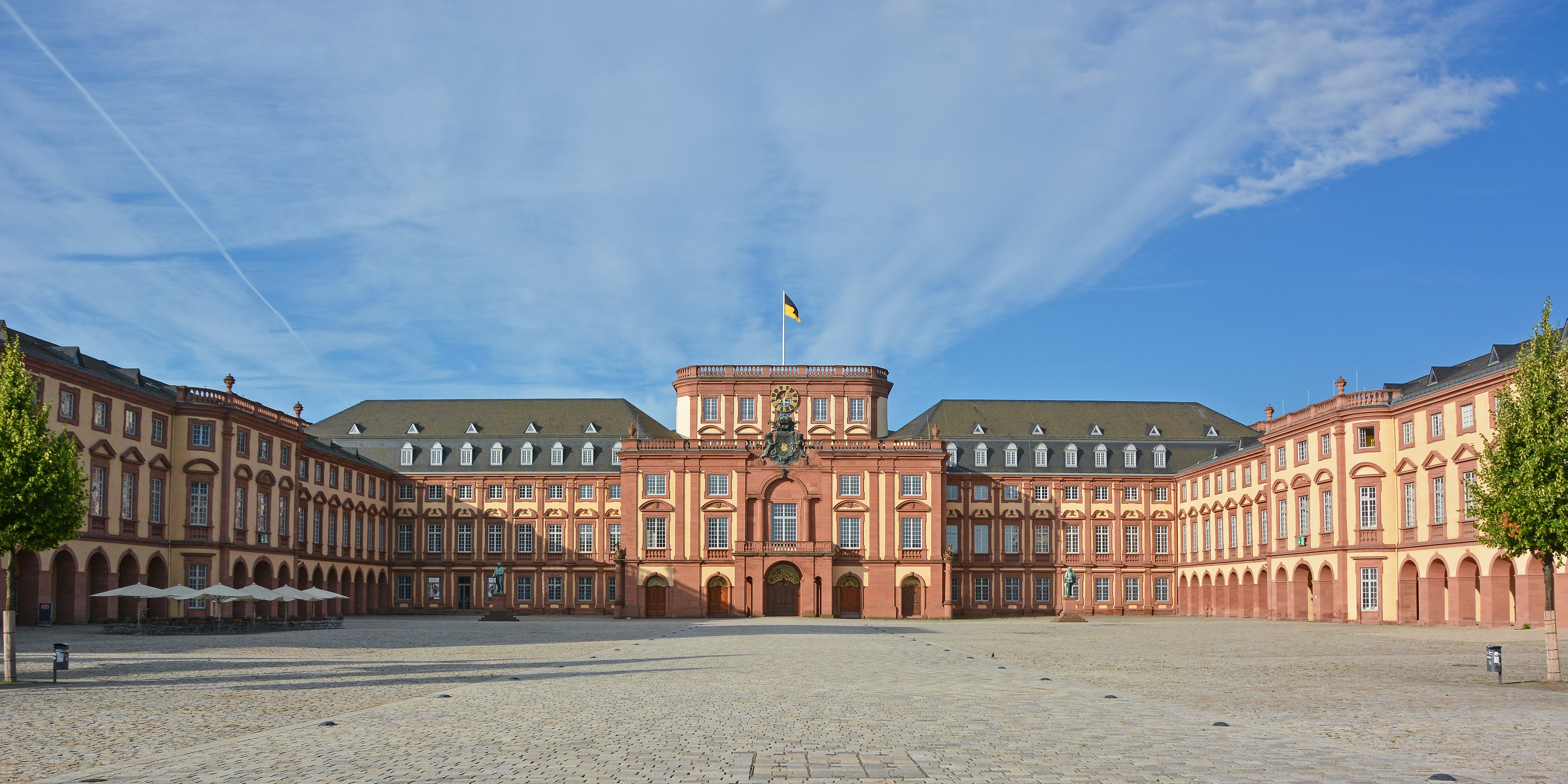
曼海姆大学的曼海姆宫

经济学作为重点学科根植在曼海姆大学的历史传统当中，从1907年曼海姆市人民自发建立的曼海姆市经贸学院（Handelshochschule Mannheim）开始，经由工商会的支持，直到20世纪30年代一直都以培养年轻的高级商务人员为主。除了经济学，也提供哲学，历史，艺术以及自然科学等专业的课程。战争期间增加了心理学，教育学和翻译学院。
大学的一部分于1933年被并入海德堡大学。在国家社会主义期间，过去经贸学院的14名犹太老师只有3人从集中营中幸存，遇难者包括心理学院院长和学校校长。1944年盟軍將曼海姆宫轟成廢墟，500多個房間中只有一間幸存。1967年改現名。

## 学术

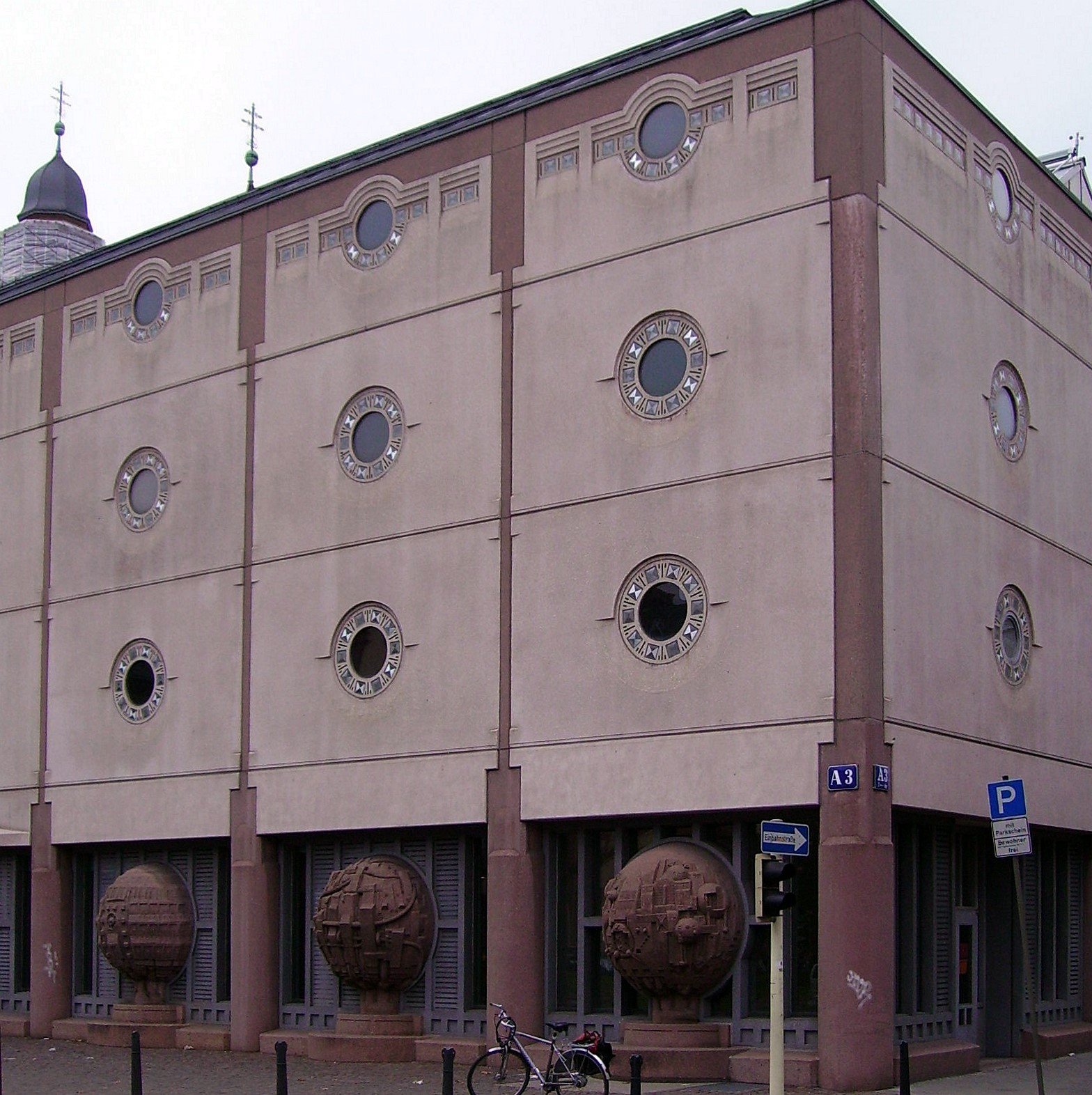
主要收藏人文類書籍的A3圖書館

曼海姆大學共有五個學院，分別是國際經濟學及法學院，企業經濟學學院，社會科學學院，人文科學學院，經濟資訊學及經濟數學學院。2005年建立曼海姆大學商學院，2007年建立國民經濟與社會科學研究生院，是首批進入德國聯邦政府精英大學專案的研究生院，並且於2012年繼續得到精英研究生院的資金支持。曼海姆大學具有本科教育、碩士研究生以及國家考試資格。
曼海姆大學以跨學科著稱，很多專業比如社會科學、資訊學、法學以及人文學科都給學生提供在主專業之外與經濟學結合的學習機會，比如德國唯一的本科專業企業法學等。2013/2014的秋季學期，一共有12152名學生註冊在籍。
曼海姆大学錄取率在10%左右。其经济学負有盛名。